# 103 (numero)
Centotré (103)  è il numero naturale dopo il 102 e prima del 104.

## Proprietà matematiche
- È un numero dispari.
- È un numero difettivo.
- È il ventisettesimo numero primo, dopo il 101 e prima del 107
- È un numero felice (infatti {\displaystyle 1^{2}+0^{2}+3^{2}=10} → {\displaystyle 1^{2}+0^{2}=1}).
- È un numero strettamente non palindromo.
- È parte della terna pitagorica (103, 5304, 5305).
- È un numero intero privo di quadrati.
- È un numero congruente.

## Astronomia
- 103P/Hartley è una cometa periodica del sistema solare.
- 103 Hera è un asteroide della fascia principale del sistema solare.
- NGC 103 è un ammasso aperto della costellazione di Cassiopea.

## Astronautica
- Cosmos 103 è un satellite artificiale russo.

## Chimica
- È il numero atomico del Laurenzio (Lr), un attinide.